# Aeropuerto de Savonlinna
El Aeropuerto de Savonlinna (En finlandés, Savonlinnan lentoasema) (IATA: SVL, OACI: EFSA) es un aeropuerto en Savonlinna, Finlandia. El aeropuerto se encuentra a una distancia de unos 14 km al norte de Savonlinna por la carretera 471, hacia Enonkoski. El aeropuerto tiene una única pista de aterrizaje y dos puertas de embarque, una de ellas con un área de espera con asientos. También acoge una pequeña cafetería. El periodo de más afluencia de pasajeros es durante la celebración del Festival de Ópera, cuando se incrementa el número de vuelos programados y charter hacia el aeropuerto.
A 500 metros de la terminal se encuentra una parada de autobús por la que pasan líneas que se dirigen a Savonlinna y Makkola.

## Destinos
| Aerolíneas                      | Destinos                                 |
| ------------------------------- | ---------------------------------------- |
| Finncomm Airlines               | Helsinki-Vantaa (Hasta el 29 de octubre) |
| Flybe, operado por Flybe Nordic | Helsinki-Vantaa                          |

## Estadísticas
| Año  | Pasajeros nacionales | Pasajeros internacionales | Pasajeros totales | Cambio |
| ---- | -------------------- | ------------------------- | ----------------- | ------ |
| 2005 | 19.145               | 2.199                     | 21.344            | −32,1% |
| 2006 | 21.305               | 2.424                     | 23.729            | +11,2% |
| 2007 | 17.558               | 1.774                     | 19.332            | −18,5% |
| 2008 | 12.425               | 2.781                     | 15.206            | −21,3% |
| 2009 | 14.630               | 3.179                     | 17.809            | +17,1% |
| 2010 | 13.007               | 2.892                     | 15.899            | −10,7% |